# Christkönigskirche (Graz-Raach)

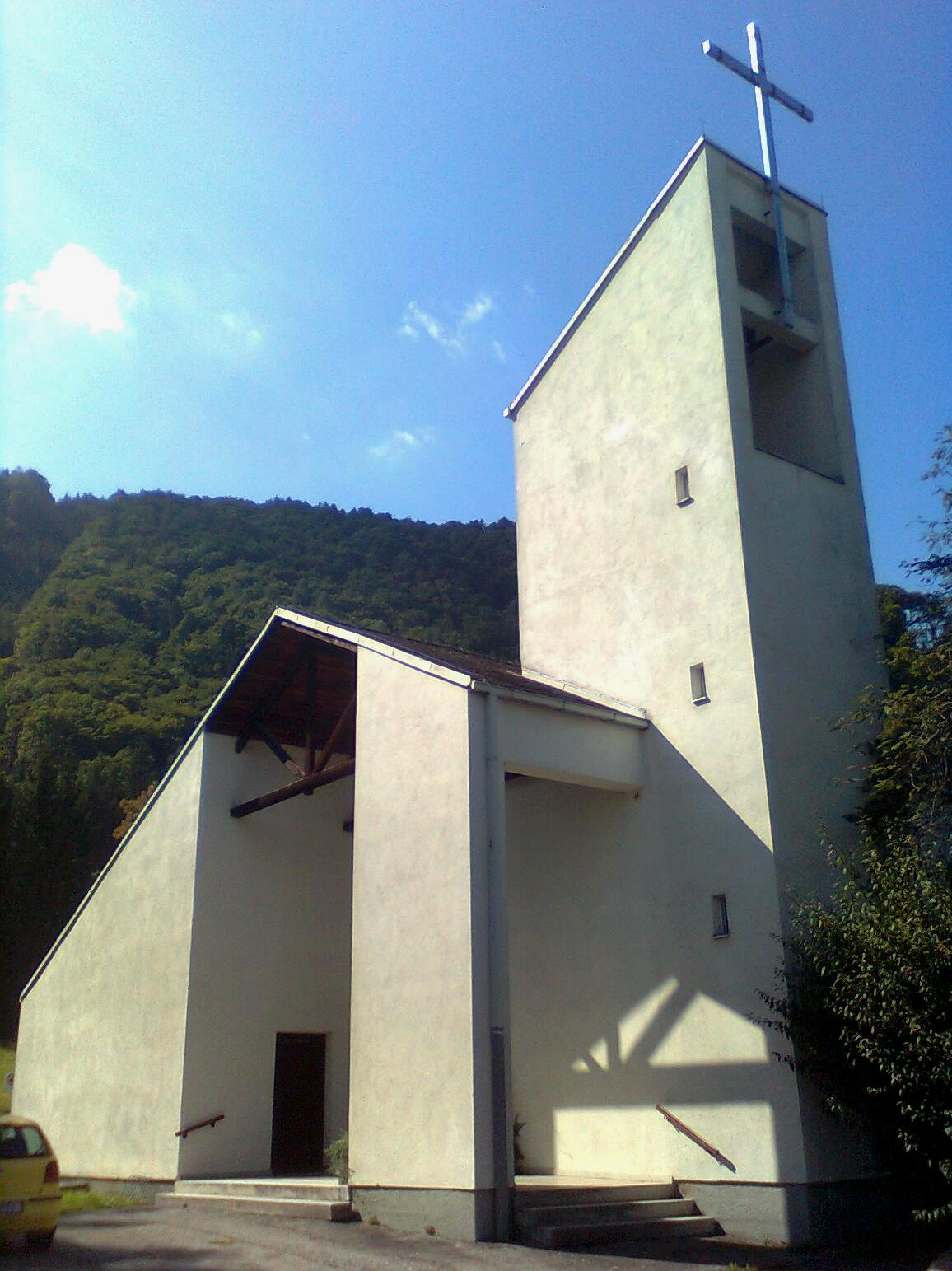
Christkönigskirche

Die Christkönigskirche in Raach ist eine kleine römisch-katholische Kirche im 13. Grazer Stadtbezirk Gösting. Sie gehört als Filialkirche zur Pfarre Graz-Gösting (Pfarrkirche St. Anna) im Dekanat Graz-Nord des Stadtkirche Graz.

## Geschichte und Gestaltung
Die Siedlung Raach befindet sich im äußersten Nordwesten von Graz. Unmittelbar nach dem Zweiten Weltkrieg wurde eine Seelsorgestelle in einer Baracken-Notkirche eingerichtet. Erst 1964 wurde diese durch ein gemauertes Kirchengebäude ersetzt. Der Entwurf stammte vom Architekten Hermann Worschitz. Der schlichte Bau besitzt einen Glockenturm, einen einfachen Saalraum mit offenem Dachstuhl und eine spätbarocke Marienstatue aus Sandstein im Ährenkleid, die von der 1757 errichteten „Siebenbründl-Säule“ stammte. Das Bronzekruzifix wurde vom Künstler Alexander Silveri geschaffen.